# French Interpreter Policeman
French Cops Learning English, registrat originalment als Estats Units com a French Interpreter Policeman, és un curtmetratge mut de comèdia francès del 1908 dirigida per Georges Méliès. Va ser llançat per la Star Film Company de Méliès i està numerat 1288–1293 als seus catàlegs.

## Trama
En una sala amb l'etiqueta "Escola d'anglès sota la direcció de la senyoreta Blackford", quatre policies francesos i el seu cap estan practicant paraules en anglès. La senyoreta Blackford, escriu "What a fair fish" a la seva pissarra, diu a un dels policies que el tradueixi al francès; el seu intent és "Va te faire fiche." El procés es repeteix, amb "Very well thank you" traduït com "Manivelle St. Cloud." La senyoreta Blackford, aixecant una pancarta que diu "Conversation," deixa entrar quatre noies angleses; els policies i les dames es cortejan amb fervor.
La lliçó s'interromp per l'entrada d'un oficial de rang superior, un inspector de policia, que s'horroritza al veure el cos policial en un coqueteig caòtic. No obstant això, quan se li mostra el cartell de "Conversation" a manera d'explicació, immediatament es calma i assenteix alegrement. Tota l'aula esclata en una dansa sorollosa de can-can mentre l'inspector sosté un cartell que diu "Entente Cordiale".

## Producció
El 1908, la Motion Picture Patents Company va canviar els preus estandarditzats que s'utilitzaven al mercat cinematogràfic nord-americà, amb els preus de les pel·lícules sistemàticament segons la durada. Tot i que les estandarditzacions de preus anteriors havien estat útils per a Méliès, els canvis de 1908 van funcionar en contra seu i van contribuir a les seves dificultats financeres; sota els nous estàndards, les seves pel·lícules acuradament planificades i executades eren massa cares i requerien molt de temps per obtenir beneficis. En un intent de mantenir-se al dia amb les noves demandes, Méliès va duplicar la seva producció el 1908, fent pel·lícules més senzilles el més ràpidament possible des dels seus dos estudis de vidre a Montreuil (Sena Saint-Denis).
French Interpreter Policeman es va rodar a l'estudi de vidre original de Méliès, Studio A, en lloc de l'estudi B més gran i més nou. Méliès interpreta l'inspector de policia.
Tal com indica el cartell al final de la pel·lícula, la pel·lícula és una comèdia d'actualitat sobre l'Entente Cordiale establerta el 1904 entre Gran Bretanya i França. Durant el Entente, els turistes anglesos es van reunir a París; el 1907, eren tan comuns que el prefecte de policia de París, Louis Lépine, va formar un equip d'intèrprets de la policia per ajudar els turistes a superar la barrera lingüística. Méliès va utilitzar el tema d'actualitat per burlar-se de la policia en els seus papers com a figures d'autoritat, un tema recurrent a les seves pel·lícules.
Tal com ha assenyalat Richard Abel, el conjunt de Méliès està dissenyat amb una disposició rigorosament geomètrica, emfatitzant les travessias sistemàtiques i semblants a marionetes dels estudiants de policia. El vestit de la senyoreta Blackford és el d'una gommeuse, un tipus de cantant de Cafè teatre sensual i excèntricament còmica. L'ús extensiu de cartells i altres textos escrits és inusual per a una pel·lícula de Méliès, però necessari per a la comprensió argumental, i especialment per al joc de paraules.